# 洛丁 (德国市镇)
洛丁（德語：Loddin）是德国梅克伦堡-前波美拉尼亚州的市镇，隶属于前波美拉尼亚-格赖夫斯瓦尔德县。总面积为6.12平方千米，截至2023年12月31日总人口为926人。